# Giacinto Morera
Giacinto Morera   (Novara, 18 d'agost de 1856 - Torí, 8 de febrer de 1909) va ser un matemàtic i físic italià, que va fer treballs importants en anàlisi complexa.

## Vida i Obra
Fill d'un ric comerciant de Novara, Morera es va graduar en enginyeria i matemàtiques pures a la universitat de Torí. Va ampliar estudis a les universitat de Pavia, Pisa i Leipzig. El 1886 va ser nomenat professor de mecànica de la universitat de Gènova, de la qual arribarà a ser rector. El 1900 es trasllada a la universitat de Torí com a professor de mecànica, càrrec que mantindrà fins a la seva mort nou anys més tard.
Morera és recordat pel teorema que porta el seu nom sobre anàlisi complexa i pels seus treballs en teoria de l'elasticitat lineal.